# Monhystera vulgaris
Monhystera vulgaris is een rondwormensoort uit de familie van de Monhysteridae. De wetenschappelijke naam van de soort is voor het eerst geldig gepubliceerd in 1880 door de Man.